# Doğu Bingöl
Doğu Bingöl (* 21. Oktober 1995) ist ein türkischer Eishockeyspieler, der seit 2016 beim Gümüş Patenler SK in der türkischen Superliga unter Vertrag steht.

## Karriere
Doğu Bingol begann seine Karriere als Eishockeyspieler beim Büyükşehir Belediyesi Ankara SK, für den er in der Saison 2010/11 sein Debüt in der Türkischen Superliga gab und bei dem er bis 2016 spielte. Anschließend schloss er sich dem Gümüş Patenler SK.

### International
Für die Türkei nahm Bingöl im Juniorenbereich 2011, 2012, 2013 und 2015 an der Division III der U20-Weltmeisterschaften teil.
Mit der Herren-Nationalmannschaft spielte er in der Division III der Weltmeisterschaft 2012, als der Mannschaft der Aufstieg in die Division II gelang.

## Erfolge und Auszeichnungen
- 2012 Aufstieg in die Division II, Gruppe B, bei der Weltmeisterschaft der Division III